# Howard Ayers
Howard Ayers (Olympia, 21 de mayo de 1861-Cincinnati, octubre de 1933) fue un biólogo estadounidense que se desempeñó como presidente de la Universidad de Cincinnati de 1899 a 1904.

## Biografía

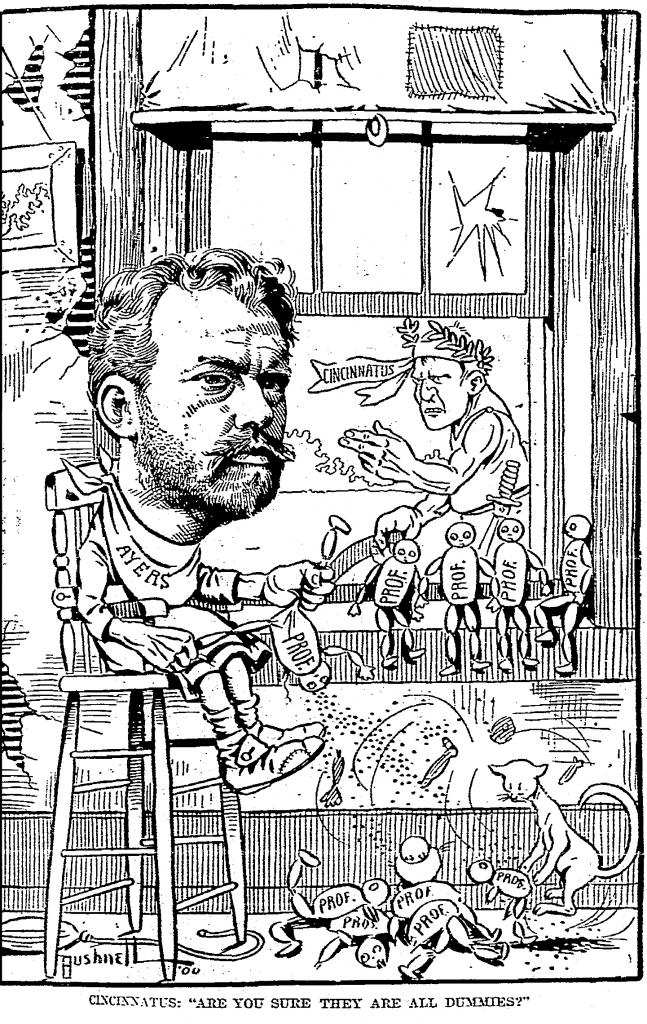
Caricatura de E. A. Bushnell, en el Cincinnati Post, sobre Ayers y el despido masivo.

Se graduó en la Universidad de Harvard en 1883 y en la Universidad de Friburgo en 1885; también estudió en la Universidad de Estrasburgo y en la Universidad de Heidelberg. Luego pasó un año en el Departamento de Zoología de la Universidad de Michigan. Enseñó zoología en Harvard y el Radcliffe College, Además, se desempeñó como director del Laboratorio Lake de Edward Phelps Allis, y como investigador en el Laboratorio de Biología Marina.
En 1899, fue contratado para servir como presidente de la Universidad de Cincinnati. En enero de 1900, despidió a la mayoría del profesorado de la universidad del expresidente Philip van Ness Myers, uno de los pocos miembros de la facultad que no había despedido, calificó el despido masivo como un "asesinato profesional" que "violó todos los principios de humanidad y justicia", y renunció. El Journal of Education lo describió como un ejemplo de "autocracia enloquecida".
En noviembre de 1903, el patronato de la universidad declaró vacante el puesto de Ayers y agregó que permanecería en el cargo hasta que se pudiera encontrar un reemplazo. Charles William Dabney fue seleccionado para reemplazar a Ayers a partir de julio de 1904; sin embargo, debido a la continuación del conflicto, Ayers fue despedido en abril de 1904.
Más tarde ese mes, William Howard Taft y Horace Lurton recomendaron que se eligiera a Ayers para reemplazar a Dabney como presidente de la Universidad de Tennessee, y Taft envió una carta al consejo de administración en nombre del "Dr. Ayers de Cincinnati"; La respuesta de la junta reconoció que habían recibido la recomendación de Taft del "Dr. Ayres" y posteriormente eligieron a Brown Ayres.
Fue miembro de la Asociación Estadounidense para el Avance de la Ciencia, la Sociedad Estadounidense de Naturalistas y de la Sociedad Morfológica Estadounidense.

### Vida personal
En 1886, Ayers se casó con Pauline F.A. Shafer. Tuvieron siete hijas, entre ellas la artista Paula Lind Ayers, y un hijo, que falsificó su edad para poder alistarse en el ejército estadounidense cuando tenía 14 años, pero murió de neumonía antes de poder ser enviado a combate en la Primera Guerra Mundial.